# 坎普康內爾 (加利福尼亞州)
坎普康內爾（英語：Camp Connell）是位於美國加利福尼亞州卡拉韋拉斯縣的一個非建制地區。該地的面積和人口皆未知。

## 地理
坎普康內爾的座標為38°18′34″N 120°16′42″W / 38.30944°N 120.27833°W，而該地的平均海拔高度為1451米（即4760英尺）。